# ギベオン隕石
ギベオン隕石（ギベオンいんせき、Gibeon meteorite）は現在のナミビア・ハルダプ州で発見された鉄隕石である。ギボン隕石とも。約4億5千万年前に地球に落下したと考えられている。
隕石は現地人により、槍などの武器を作るのに使用されていた。ヨーロッパ人によって最初の破片が発見されたのは1836年で、イギリス人のJ. E. アレクサンダーによってグレートフィッシュ川で採集されてロンドンに送られ、ジョン・ハーシェルによって隕石であることが確認された。
隕石は大気中に突入したときに爆発し、数千の破片が390 x 120 kmの範囲に落下したとされる。トータルで26,000kgの破片が回収されている。IV A型のファイン・オクタヘドライトに分類される。化学成分は鉄91.8%、ニッケル7.7%、コバルト0.5%、リン0.04%、ガリウム1.97 ppm、ゲルマニウム0.111 ppm、イリジウム2.4 ppmなどである。
細かい網目状のウィドマンシュテッテン構造をもち、ロレックスが腕時計の文字盤に採用したり装飾品としても流通している。

## 関連項目

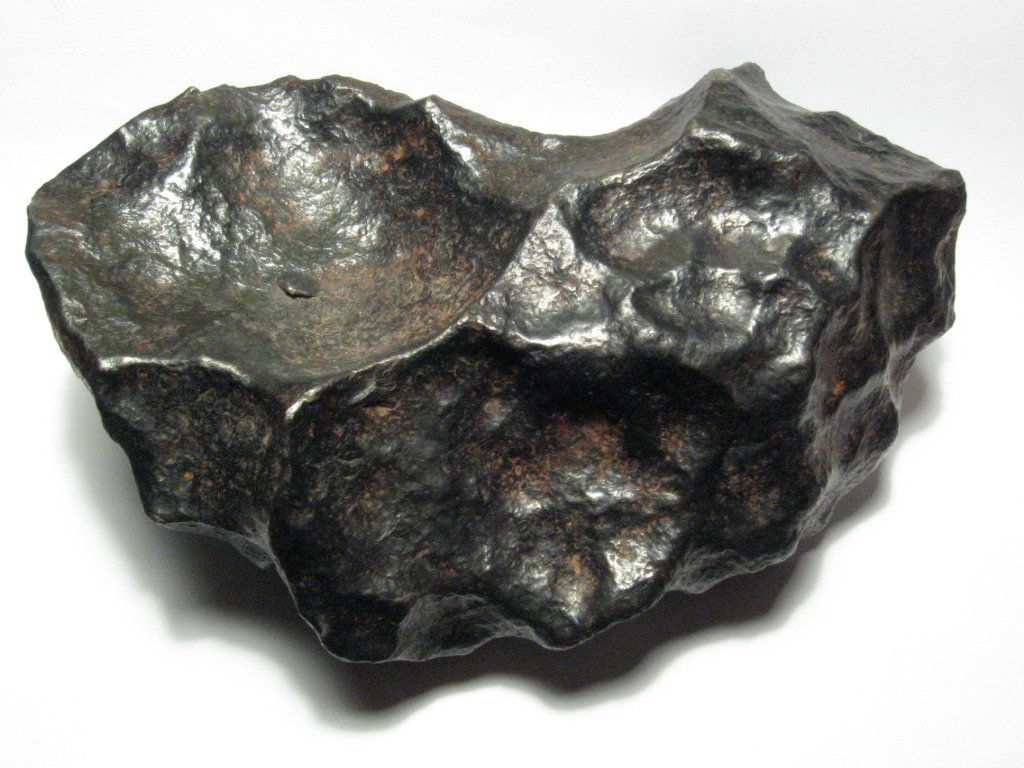
ギベオン隕石
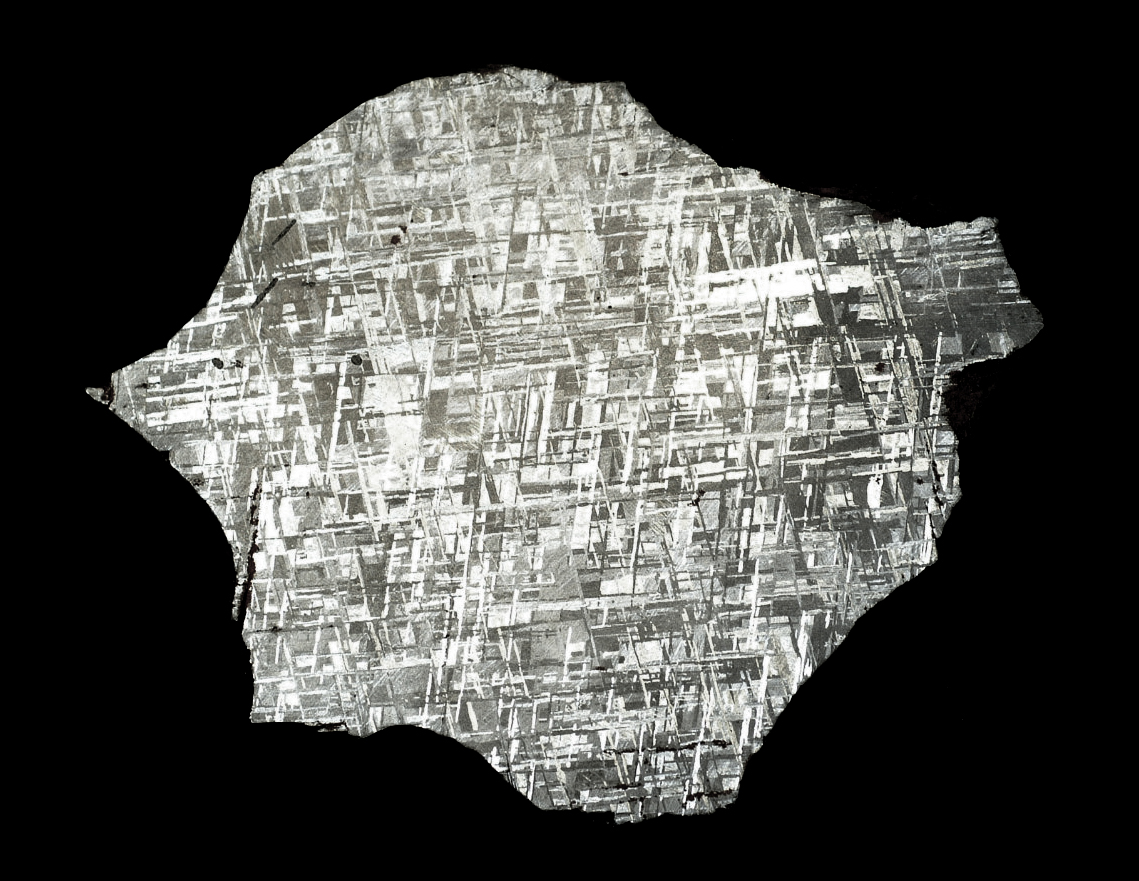
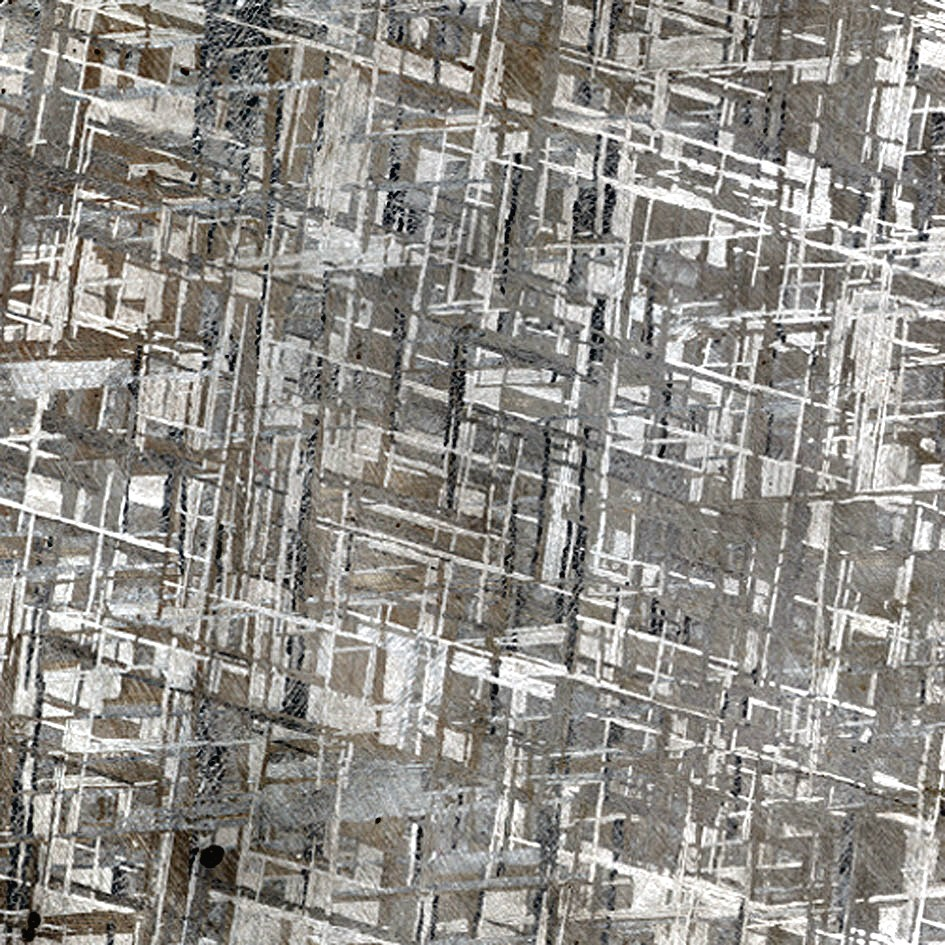